# Тъй рече Заратустра
„Тъй рече Заратустра“ е философска поема и най-популярното произведение на германския философ Фридрих Ницше. Идеите, изразени от Ницше в книгата, оказват неимоверно влияние върху мисълта на 20 век.
Пълното заглавие на поемата е „Тъй рече Заратустра. Книга за всички и никого.“ (на немски: Also sprach Zarathustra. Ein Buch für Alle und Keinen). Произведението излиза за първи път през 1885 г. Първоначално поемата е разделена на три отделни части, писани в продължение на няколко години. Ницше предвиждал да напише още три части, но завършва само още една – четвърта част от нея. След смъртта на Ницше „Тъй рече Заратустра“ е издадена като едно произведение.

## Sitz im Leben
Проникнат и обсебен от духа на времето си Ницше с произведението си се явява своеобразна „триумфална корона“ на историко-цивилизационните проучвания на ориенталистиката на западната цивилизация, започнали още през епохата на Просвещението, преминали през оформянето на иранистиката като научна дисциплина по време на диренията на члена на Френската академия на „безсмъртните“ Абрахам Хиацинт Анкетил-Дюперон, и завършени през 19 век в Стара Европа от езиковедите Ернест Ренан и Макс Мюлер.
През 1934 г., след победата на консервативната революция и установяването на Третия Райх, Адолф Хитлер лично се ангажира с каузата на музея-архив на Ницше, обявявайки това произведение на германския философ за най-великото достижение на арийската мисъл, което безспорно по мнението на изследователите оформило редом с „Моята борба“ и „Митът на XX век“ националсоциалистическата литературно-идеологическа иконография през 30-те години на 20 век под формата на една нова и своеобразна идеологическа „Света Троица“ на съвременността.
По произведението на Ницше Рихард Щраус пише едноименна симфонична поема, а Фредерик Делиус съчинява ораторията „Месата на живота“.

## Прием в България
Камелия Жабилова твърди, че „Тъй рече Заратустра“ е най-превежданата, коментирана и цитирана книга на Ницше в българското културно пространство. На практика за първи път части от поемата са преведени от Димитър Дечев, публикувани през 1905 г. на страниците на сп. „Мисъл“. Първият цялостен и художествено издържан превод, за който е правено сравнение с френски и руски преводи, е осъществен от поетесата Мара Белчева, извършен „под вещата и взискателна редакция на Пенчо Славейков“, издаден след смъртта на Славейков от пловдивското издателство „Христо Г. Данов“ през 1915 г. През 1919 г. Николай Райнов предлага свой превод, излязъл със заглавие „Тъй каза Заратустра“. Най-късният превод на поемата е на Жана Николова-Гълъбова (1990).